# Грайндхаус (фильм)
«Гра́йндха́ус» (англ. Grindhouse) — совместный проект американских кинорежиссёров Квентина Тарантино и Роберта Родригеса, выпущенный в 2007 году. «Грайндхаус» состоит из двух полнометражных фильмов — «Планета страха» Родригеса и «Доказательство смерти» Тарантино, а также нескольких «фальшивых» трейлеров к несуществующим фильмам — эти трейлеры сняли сам Родригес, Роб Зомби, Эдгар Райт, Элай Рот и Джейсон Айзенер. Проект был задуман как дань низкобюджетному эксплуатационному кино 1970-х годов и культуре существовавших в то время кинотеатров-«грайндхаусов»; в таких кинотеатрах за один сеанс могли показывать два или более фильма категории B. Фильмы и трейлеры в составе «Грайндхауса» изображают собой сознательно абсурдные, низкопробные киноленты; хотя они и были сняты с помощью современных на тот момент цифровых технологий, в «Грайндхаусе» присутствуют царапины и пятна на изображении и даже сознательно пропущенные сюжетные сегменты, как если бы фильмы и демонстрировали с катушек 35-мм плёнки в кинотеатре семидесятых годов.
«Грайндхаус» как единый фильм был выпущен на экраны в США 6 апреля 2007 года и провалился в прокате, собрав лишь 25 миллионов долларов при бюджете в 67 миллионов. На домашнем видео и в других странах фильмы «Планета страха» и «Доказательство смерти» выпускались раздельно, как самостоятельные произведения. Несмотря на провал проекта, Тарантино и Родригес обдумывали возможность второго проекта в том же стиле. Шуточные «фальшивые» трейлеры из «Грайндхауса» со временем были превращены в самостоятельные полнометражные фильмы — Родригес снял фильм «Мачете» и позже его продолжение «Мачете убивает», Элай Рот — фильм «День благодарения», Айзенер — «Бомж с дробовиком». Райт и Роб Зомби, создатели ещё двух «фальшивых» трейлеров, также заявляли о планах снять по ним полнометражные фильмы.

## Структура
Грайндхаус — это кинотеатр, специализирующийся на показе фильмов категории B, зачастую демонстрирующий их на сдвоенных сеансах (билет на два фильма — по цене одного). Подобные кинотеатры были популярны в США в 1970-е годы — в период расцвета так называемых эксплойтейшн-фильмов, которые во многом сформировали режиссёрский стиль Тарантино и Родригеса. В «Грайндхаусе» содержится масса цитат и отсылок к лентам того времени, равно как и к собственным работам этих постановщиков. Оба фильма, составляющие «Грайндхаус», стараются следовать эстетике низкобюджетного кинематографа, в том числе, за счёт имитации поцарапанной плёнки, «пропавших» фрагментов, монтажных ошибок, операторских ляпов и т. п. Каждую часть предваряют несколько трейлеров к несуществующим фильмам подобных «низких» жанров.
Кинолента состоит из двух полнометражных сегментов. Первый сегмент «Грайндхауса», зомби-хоррор «Планета страха», снял Роберт Родригес, второй — триллер о маньяке-каскадёре «Доказательство смерти» — создал Квентин Тарантино. Несмотря на то, что «Планета страха» и «Доказательство смерти» имеют независимые сюжеты, они связаны целым рядом моментов, например, в них есть несколько общих персонажей, частично совпадает и место действия; хронологически «Доказательство смерти» предшествует «Планете страха». Помимо этих двух фильмов, в «Грайндхаус» входят четыре трейлера для несуществующих фильмов: «День благодарения» (режиссёр — Элай Рот), «Женщины-оборотни СС» (Роб Зомби), «Не делайте этого!» (Эдгар Райт) и «Мачете» (Роберт Родригес). Позднее картина «Мачете» всё же была снята и выпущена в сентябре 2010 года. В канадской версии проекта был также ещё один фальшивый трейлер «Бомж с дробовиком», который был признан лучшим в специально объявленном конкурсе. Позднее по нему также был снят полноценный фильм, главную роль в котором исполнил Рутгер Хауэр.

## В ролях
- Роуз Макгоуэн — Черри Дарлинг
- Фредди Родригес — Эль Рей
- Джефф Фэйи — Джей Ти
- Майкл Бин — шериф Хейг
- Джош Бролин — доктор Уильям Блок
- Марли Шелтон — Дакота Блок
- Навин Эндрюс — Эбби
- Том Савини — помощник шерифа Толо
- Брюс Уиллис — лейтенант Малдун
- Квентин Тарантино — насильник Льюис / бармен Уоррен
- Ферги — Тэмми
- Майкл Паркс — Эрл Макгро
- Курт Рассел — каскадёр Майк
- Зои Белл — Зои
- Розарио Доусон — Абернэйти Росс
- Трейси Томс — Ким
- Ванесса Ферлито — Арлин («Батерфляй»)
- Джордан Лэдд — Шанна
- Роуз Макгоуэн — Пэм
- Сидни Тамиа Пуатье — Джулия Джангл
- Мэри Элизабет Уинстед — Ли Монтгомери
- Билл Моусли — доктор Генрих фон Штрассер

## Прокат и реакция
В американском прокате, начавшемся 6 апреля 2007 года на более чем 2600 экранах, «Грайндхаус» оглушительно провалился. Сборы составили чуть более 25 миллионов долларов при производственном бюджете в 67 миллионов долларов. Поэтому компания Боба и Харви Вайнштейнов, занимающаяся дистрибуцией фильма, решила разделить картину и выпустить каждую из её частей самостоятельно. Тарантино и Родригес перемонтировали свои ленты до двухчасового формата, в каковом виде они и вышли в международный прокат, в частности, в России. По отдельности «Доказательство смерти» и «Планета страха» собрали немногим более тридцати и десяти миллионов долларов соответственно.
Финансовая неудача не помешала, однако, «Грайндхаусу» завоевать высокие оценки среди кинокритиков, а «Доказательство смерти» (как самостоятельный фильм) было отобрано в основной конкурс престижного Каннского кинофестиваля.

## Наследие
Родригес и Тарантино в 2006 году заявляли, что заинтересованы в сиквеле. Тарантино, в частности, делился планами сделать фильм про кунг-фу на китайском языке и показывать в одних странах полную китайскую версию с субтитрами, а в других — сокращённую с дублированным переводом.
Эдгар Райт возможно расширит свой трейлер «Don’t» до полнометражного фильма. Для сиквела Элай Рот, режиссёр трейлера «Thanksgiving», и Райт возможно объединят сюжеты своих трейлеров.